# Грејамстаун
Грејамстаун (афр. Grahamstad, коса: iRhini) је град са око 70 хиљада становника у Источном Кејпу, провинцији Јужноафричке Републике. Налази се око 110 km североисточно од града Порт Елизабет и 130 km југозападно од Источног Лондона. Грејамстаун је највећи град у локалној општини Макана и седиште је општинског већа. У њему су смештени Роудс Универзитет, Источна дивизија Кејпа, Високи суд Јужноафричке Републике, Јужноафричка библиотека за слепе и Бискупија англиканске цркве Јужноафричке Републике. Промена имена у Маканда званично је објављена 29. јуна 2018. године.

## Историја
Грејамстаун је, као војну станицу, основао потпуковник Џон Грејам 1812. године, као део напора да се осигура источна граница британског утицаја на Колонију Кејп од народа Коса чија је земља мало источније.

### Егазини, Битка у Грејамстауну
Велика група Коса ратника је, 22. априла 1819. године, под водством Макане, напала британске колонијалне силе. Пре напада на Грејамстаун упозорили су заповедника пуковника Вилшира. Ово је био један од безбројних напада које је народ Коса извео на насељену колонију. Током битке, Британци нису имали муниције. Жена под именом Елизабет Салт ризиковала је живот тако што је ушла у битку, носећи оружје и муницију британским трупама. Она је оружје и муницију пронела претварајући се да је новорођенче које је љуљала. Коса ратници нису желели да нападну жену и дете, па су јој омогућили да прође и однесе трупама залихе оружја и муниције. Косе, са снагом од 10 хиљада војника, нису успели да надјачају колонијални гарнизон од око 300 људи. Макане се предао, заробљен је и затворен на острву Робен. На Божић по грегоријанском календару, 25. децембра 1819. године покушао је да побегне и удавио се.

### Раст
Грејамстаун је порастао током двадесетих година 19. века, када су многи насељеници напустили пољопривреду да би се бавили сигурнијим занатима. Грејамстаун је 1833. године описан да је имао "два или три енглеска трговца знатног богатства, али једва друштво у уобичајеном смислу те речи. Јавна библиотека је бедна ствар." Од 1833. године, процењено је да је Грејамстаун имао око 6 хиљада становника. За неколико деценија постао је највећи град у Колонији Кејп након Кејптауна. Постао је бискупија 1852. године. Био је традиционални главни и културни центар подручја Албани, некадашњег традиционално енглеског говорног подручја са препознатљивом локалном културом.
Железнице владе Кејпа почеле су изградњу пруге 1872. године, која повезује Грејамстаун са Порт Алфредом на обали и националне железнице у целој земљи. Ово је завршено и отворено 3. септембра 1879. године.
Универзитет Роудс основан је 1904. године. Данас овај универзитет нуди трећестепено образовање светске класе за широк спектар дисциплина и више од 6 хиљада дипломаца и постдипломаца.

## Промена имена
Министар уметности и културе Нати Мдедва најавио је промену имена за Грејамстаун у Источном Кејпу, Јужноафричкој Републици у Службеном листу бр. 641. од 29. јуна 2018. године. Сврха објављивања је да би се могле поднети примедбе или кометари до 28. јула 2018. године.
Подстакнути су препоруком Комисије за истину и помирење да се географских имена преименују као "симболичку репарацију" како би се решила неправедна прошлост. Предложено је да се град назове по Маканди, пророку, филозофу и војнику који је водио неуспели напад на британски гарнизон у Грејамстауну 1819. године.

## Религија – "Град светаца"
Катедрала светог Михајла и светог Ђорђа је седиште Англиканске бискупије Грејамстауна. У Грејамстауну такође постоје римокатоличка, пресбитеријанска, етиопска епископска, методистичка, баптистичка, пинкстер протестантска, холандска реформистичка, харизматичка, апостолска и пенекостална црква. Ту су и места за састанке хиндуса, сајентолога, квекера, Цркве Исуса Христа светаца последњих дана и муслимана.
Из историјских разлога, град има више од четрдесет верских објеката, а надимак "Град светаца" постао је везан за Грејамстаун. Међутим, постоји и друга прича која може бити извор овог надимка.
Каже се да су око 1846. године у Грејамстауну били Краљевски инжењери којима су били потребни алати за градњу. Послали су поруку у Кејптаун, тражећи да им пошаљу стегу (на енглеском vice што такође значи "разврат"). Добили су одговор из Кејптауна "Купите стегу локално", на шта су одговорили "У Грејамстауну нема разврата".

## Демографија
Према попису из 2011. године, Грејамстаун има 67.264 становника, од чега се 78,9% становника изјаснило као "црни африканци", 11,3% као "обојени" и 8,4% као "белци". Од 1994. године дошло је до значајног прилива црнаца из бивше домовине Коса, која лежи на истоку. Матерњи језик 72,2% становника је коса, док 13,7% говори африканерски и 10,8% говори енглески.

## Школе
Грејамстаун је једини град у Јужноафричкој Републици чији је примарни сектор образовање. Иако је статистика сигурно подстакнута високим трошковима приватних школа и релативно мале популације, она има изузетан број школа по глави становника. У наставку су наведене неке од многих привилегованих школа:
| Школа                                                                                                 | Година оснивања       | Деноминација          | Језик    | Разреди | Пол           | Приватна/Државна               |
| --- | --------------------- | --------------------- | -------- | ------- | ------------- | ------------------------------ |
| Колеџ светог Андреја                                                                                  | 1855                  | Англистичка           | енглески | 8–12    | Само мушкарци | Приватна                       |
| Грајем Колеџ (познат пре 1939. године као Викторијина средња школа за дечаке и Грајамска јавна школа) | 1873                  | Није деноминационална | енглески | 0–12    | Само мушкарци | Државна                        |
| Бискупска школа за девојчице                                                                          | 1874                  | Англистичка           | енглески | 4–12    | Само мушкарци | Приватна                       |
| Колеџ светог Ејдана                                                                                   | 1876 (затворена 1973) | Језуитска             | енглески | ?–12    | Само мушкарци | Приватна                       |
| Припремна школа светог Андреја                                                                        | 1885                  | Англистичка           | енглески | 0–7     | Само мушкарци | Приватна                       |
| Школа доброг пастира                                                                                  | 1884                  | Англистичка           | енглески | 1–7     | Оба пола      | Приватно - државно партнерство |
| Школа Кингсвуд                                                                                        | 1894                  | Методистичка          | енглески | 0–12    | Оба пола      | Приватна                       |
| Викторијина средња школа за девојчице                                                                 | 1897                  | Није деноминационална | енглески | 8–12    | Само жене     | Државна                        |
| Викторијина основнашкола за девојчице                                                                 | 1945                  | Није деноминационална | енглески | 0–7     | Само жене     | Државна                        |
| Припремна школа Оатлендс                                                                              | 1949                  | Није деноминационална | енглески | 0–7     | Оба пола      | Државна                        |
| П. Џ. Оливер.                                                                                         | 1956                  | Није деноминационална | африканс | 0–12    | Оба пола      | Државна                        |

## Штампа
У Грејамстауну се налазе најстарије преживеле независне новине у Јужноафричкој Републици. Назване су Грокотс Мејл (Grocott's Mail), основала их је породица Грокот 1870. године, а откупили су и часопис Грејамстаун Журнал (Grahamstown Journal) који је основан 1831. године. Роберт Годлонтон, некадашњи власник Журнала користио је те и друге новине како би се супротстављао Стокенстормовом споразумном систему и залагао се за узимање више земље од Коса народа. Данас су то локалне новине којима управља Школа новинарства и медијских студија на Роудс Универзитету, а и даље има исто име.
Као главни центар за обуку новинара, Грејамстаун такође има и 2 студентске новине, Активејт (Activate), основано 1947. године и Опидиан Прес (The Oppidan Press), студентска иницијатива покренута 2007. године која се углавном односи на студенте који живе изван кампуса.

## Друштвени проблеми
Октобра 2015. године више од 500 људи је расељено и више од 300 продавница опљачкано током таласа ксенофобичног насиља.
Неки људи користе традиционалне афричке лекове јер верују да су учиковити. Постоје биљке које су популарне код људи у Грејамстауну.

## Друштвени покрети
Независна цивилна друштвена организација "Макана Ривајв!" ("Makana Revive!") основана је 2017. године. Током првог квартала 2018. године, Макана Ривајв је доспела у националне вести када је предводила иницијативу за поправку пропадајуће инфраструктуре и побољшања сигурности и хигијене. Донације су слали и локални и интернационални становници Грејамстауна.
У Грејамстауну снажно присуство има Јужноафрички покрет незапослених људи.